# Леді в озері (мінісеріал)
Леді в озері (англ. Lady in the Lake) — американський драматичний мінісеріал-трилер, заснований на однойменному романі Лаури Ліппман. Прем'єра серіалу на Apple TV+ відбулася 19 липня 2024 року.

## Сюжет
У 1960-х роках у Балтиморі журналістка-розслідувач, яка працює над нерозкритим вбивством, вступає в конфлікт із жінкою, яка працює для просування порядку денного чорношкірої громади міста. Вона кидає аб'юзивного, владного чоловіка та дім у Пайксвіллі, щоб продовжити кар'єру газетного репортера. Вона стає одержима розгадкою таємниці двох окремих вбивств: одинадцятирічної Тессі Дарст і бармена, на ім'я Клео Джонсон.

## Акторський склад

### Головний
- Наталі Портман у ролі Медді Шварц
- Мозес Інграм в ролі Клео Джонсон
- Ілан Ноель[en] у ролі Ферді Платта
- Бретт Гельман — Мілтон Шварц
- Байрон Бауерс[en] у ролі Слеппі Джонсона
- Ноа Джуп — Сет Шварц
- Джосія Кросс[de] — Реджі Робінсон
- Майкі Медісон у ролі Джудіт Вайнштейн
- Прюїтт Тейлор Вінс — Боб Бауер

### Другорядний
- Вуд Гарріс у ролі Шелла Гордона
- Ділан Арнольд — Стівен Завадзкі
- Тайрік Джонсон — Тедді
- Девід Коренсвет у ролі Аллана Дарста
- Чарлі Гофхаймер[en] у ролі Воллеса Вайта
- Ронні Джин Блевінс[en] — офіцер Бошко
- Дженніфер Могбок у ролі Дори Картер
- Б'янка Белль в ролі Тессі Дарст
- Вералін Джонс[d] у ролі Мерви
- Марк Фоєрстін в ролі Гела Дерста
- Анджела Робінсон[en] — Міртл Саммер
- Самір Роял у ролі Лайонела Джонсона
- Холлі Семюелс у ролі місіс Дарст
- Маша Машкова — пані Завадзька
- Ніківа Діонн — Патріс Мерфі
- Девід Джонсон III — офіцер Персі Девіс
- Селема Масекела[en] в ролі Седріка
- Ребекка Спенс[en] в ролі Луїзи Дарст
- Деніел Лондон[en] — доктор Корнблат
- Шон Рінгголд[en] у ролі Пророка

## Виробництво

### Сценарій
Телесеріал заснований на однойменному романі. Письменниця Лаура Ліппман надихалася двома реальними вбивствами, які сталися в часи її молодості. Першим було викрадення та вбивство 11-річної Естер Лебовіц, єврейської дівчинки, смерть якої набула широкого розголосу. Другою померлою була 33-річна Ширлі Паркер, темношкіра жінка, яку знайшли мертвою у фонтані водосховища парку «Друїд Хілл». Смерть Паркер привернула увагу лише афроамериканських газет, зокрема «Baltimore Afro-American».

### Кастинг
Мінісеріал отримав зелене світло в березні 2021 року, головні ролі мали зіграти Наталі Портман і Люпіта Ніонго, а режисером усіх епізодів серіалу стала Альма Гарель. У квітні 2022 року до акторського складу додалися Ілан Ноель, Майкі Медісон і Бретт Гельман. У травні 2022 року Ніонго покинула проект. Мозес Інграм була обрана замість неї в червні. Ноа Джуп, Майк Еппс, Байрон Бауерс, Джосія Кросс і Прюїтт Тейлор Вінс були додані в липні.

### Зйомки
Зйомки почалися у квітні 2022 року, а виробництво проходило в Балтиморі. Зйомки ненадовго призупинилися наприкінці серпня 2022 року, коли вони нібито отримали погрози насильства під час зйомок у місті. Розслідування поліції показало, що погрози були необґрунтованими.

## Епізоди
| № серії | Назва серії                                                                      | Режисер(и)   | [ 18 ]                      | Оригінальна дата виходу |
| ------- | -------------------------------------------------------------------------------- | ------------ | --------------------------- | ----------------------- |
| 1       | «Did You Know Seahorses Are Fish?»                                               | Альма Гарель | Альма Гарель                | 19 липня 2024           |
| 2       | «It Has to Do With the Search for the Marvelous.»                                | Альма Гарель | Альма Гарель                | 19 липня 2024           |
| 3       | «I Was the First to See Her Dead. You Were the Last to See Her Alive.»           | Альма Гарель | Бріана Белсер               | 26 липня 2024           |
| 4       | «Innocence leaves when you discover cruelty. First in others, then in yourself.» | Альма Гарель | Намбі Е. Келлі              | 2 серпня 2024           |
| 5       | «Every Time Someone Turns up Dead in That Lake, It Does Seem to Lead To You.»    | Альма Гарель | Боаз Якін                   | 9 серпня 2024           |
| 6       | «I Know Who Killed Cleo Johnson»                                                 | Альма Гарель | Шейла Вілсон і Альма Гарель | 16 серпня 2024          |
| 7       | «My story»                                                                       | Альма Гарель | Боаз Якін                   | 23 серпня 2024          |

## Сприйняття
Веб-сайт агрегатор рецензій Rotten Tomatoes повідомив про рейтинг схвалення 77 % із середнім рейтингом 7/10 на основі 61 відгуку критиків. Наталі Портман отримала визнання критиків за свою акторську гру в мінісеріалі. Консенсус критиків веб-сайту стверджує: «Насичена інтригуючою драмою, але надто заплутана відступами та стилістичними розквітами, „Жінка в озері“ — це добре зіграний детектив, який має багато на думці». Metacritic, який використовує середньозважене значення, призначив оцінку 61 зі 100 на основі 28 критиків, вказуючи на «загалом схвальні відгуки».